# Бейли, Макдональд
Эммануэль Макдональд Бейли (англ. Emmanuel McDonald Bailey; 12 августа 1920, Хардбагэн, Уильямсвилл, колония Тринидад и Тобаго — 5 декабря 2013, Порт-оф-Спейн, Тринидад и Тобаго) — британский тринидадский легкоатлет, бронзовый призёр летних Олимпийских игр в Хельсинки (1952), рекордсмен мира на дистанции 100 м.

## Спортивная карьера
Еще студентом Королевского Королевского колледжа в Порт-оф-Спейне в 1937 г. он установил в 1937 национальный рекорд на дистанции 220 ярдов (21,5 сек.). Вторая мировая война прервала его карьеру. Но уже в 1944 г., вернувшись в качестве представителя Королевских ВВС в Англии, спортсмен был приглашен представлять Великобританию в международном матче против Франции. На первых послевоенных Играх стран Центральной Америки и Карибского бассейна в колумбийской Барранкилье в качестве капитана легкоатлетической команды Тринидада завоевал две бронзовые медали: на дистанции 100 м и в эстафете.
Из-за травмы полученной в конце 1947 г. Олимпийский комитет Тринидада и Тобаго принял решения не допустить его на Олимпийские игры в Лондоне (1948), тогда, по совету отца, он принял участие в Играх в составе сборной Великобритании, заняв шестое место на дистанции 100 м с результатом 10,6 сек. В 1949 г. на соревнованиях в Рейкьявике установил новый мировой рекорд на 100-метровке (10,2), однако организаторы не смогли его официально зарегистрировать. Только через два года тот же результат был признан рекордом Европы, установленным легкоатлетом в Белграде. Вслед за этим был установлен новый британский рекорд на дистанции 110 ярдов (9,6 сек.). Являлся также автором нескольких не признанных официально европейских рекордов на дистанции 100 м (1946 , 1947 , 1950) и шести — на 200 м (1950-52) . В период 1946-52 гг. выиграла 14 индивидуальных британских титулов в спринте на дистанциях 100 и 220 ярдов.
| Год       | 1946 | 1947 | 1949 | 1950 | 1951 | 1952 | 1953 |
| 100 ярдов | 9,8  | 9,7  | 9,7  | 9,9  | 9,6  | 9,6  | 9,8  |
| 220 ярдов | 22,3 | 21,7 | 21,7 | 21,8 | 21,4 | 21,4 | 21,4 |

На летних Олимпийских играх в Хельсинки (1952) выступал на дистанциях 100 и 200 м, а также в эстафете 4×100 м. Выиграв бронзовую медаль на 100-метровке, в двух оставшихся видах легкоатлетической программы остался четвертым.
После окончания спортивной карьеры работал в Британской Гвиане в компании «Букерс». По возвращении в Тринидад являлся сотрудником Национальной энергетической корпорации и Shell Oil Company. В качестве члена Лондонского института журналистов комментировал для BBC летние Олимпийские игры в Риме (1960) и Игры Британского Содружества в Эдинбурге (1970). На летних Олимпийских играх в Токио (1964) был тренером национальной сборной Тринидада и Тобаго.
В 1977 г. был удостоен тринидадской золотой медали Chaconia (Chaconia Gold Medal). Являлся автором учебного пособия по бегу на длинные дистанции.